# VV 689
VV 689 beschreibt eine Galaxienverschmelzung im Sternbild Löwe, die den Spitznamen „Engelsflügel“ trägt. Die galaktische Interaktion hat dazu geführt, dass das System fast vollständig symmetrisch ist, was den Eindruck eines riesigen Gebildes von galaktischen Flügeln vermittelt.